# Biston prodromarius
Biston prodromarius là một loài bướm đêm trong họ Geometridae.